# 고기동차

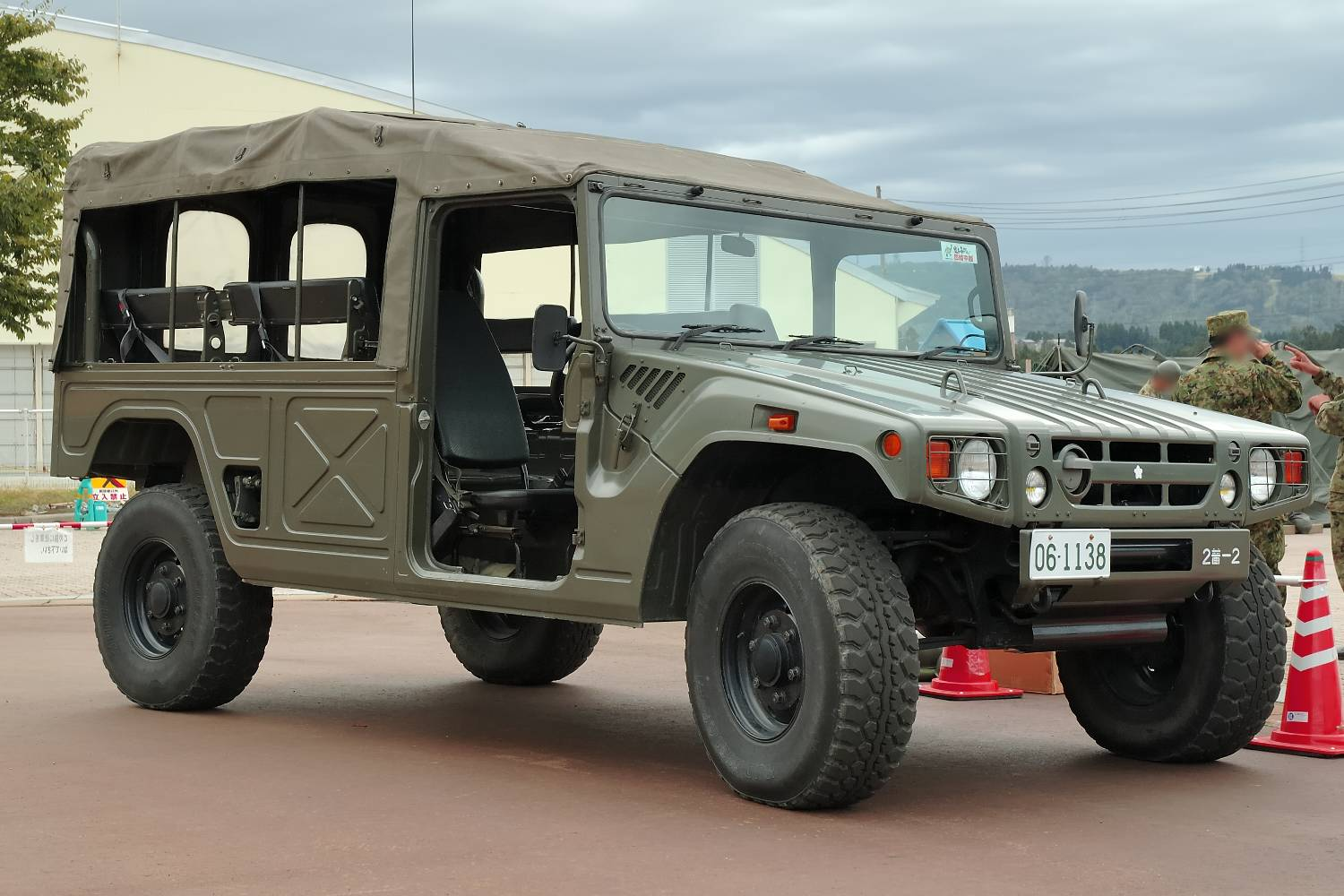

고기동차는 일본의 대기업 토요타 자동차에서  1990년대 초반부터 생산 중인 군용 SUV이다.

## 상세
개발과 판매는 토요타 자동차가, 생산은 히노 자동차가 담당한다. 디자인은 험비를 벤처마킹하여 제작되었다.

## 민수용 사양
토요타 메가크루저 참조.